# Nsoro Samukondo
Nsoro Samukondo est un roi (mwami) du Rwanda qui régna au milieu du XVe siècle, après Samembe. Il serait mort vers 1458 (+ ou - 14 ans).
Ruganzu Ier lui succéda.